# GayVN Awards
GayVN Awards là giải thưởng điện ảnh thường niên của ngành phim khiêu dâm đồng tính nam. Giải do tạp chí AVN Magazine tài trợ. Sau lễ trao giải năm 2011, giải tạm ngưng tổ chức cho tới năm 2018 thì quay trở lại.